# أنطون كيروف
أنطون كيروف (22 يوليو 1990 ببلغاريا - ) هو لاعب كرة قدم بلغاري في مركز الدفاع. لعب مع FC Oborishte Panagyurishte ‏ وبيرين جوتشي ديلتشيف وFC Minyor Pernik ‏ وFC Chavdar Etropole ‏.

## وصلات خارجية
- أنطون كيروف على موقع قاعدة بيانات كرة القدم.إي يو (الإنجليزية)
- أنطون كيروف على موقع Soccerway.com (الإنجليزية)